# 鲍里斯·尼古拉耶维奇·米罗诺夫
鲍里斯·尼古拉耶维奇·米罗诺夫（俄语：Бори́с Никола́евич Миро́нов，1942年9月21日—）是前苏联和俄罗斯的历史学家 ，专科历史社会学 ，社会 ，经济和人口历史的俄罗斯 ，人体历史和研究方法。

## 传记
米罗诺夫于1942年出生于萨拉托夫州的馬克思鎮。
毕业于列宁格勒州立大学历史系 (1965)。
曾工作于俄罗斯科俄羅斯科學院和师范大学。
他是史学博士（1983）、圣彼得堡国立大学教授 （1990-1993和2000年至今）。
曾在加拿大、美国、法国、德国和日本的大学任教 （1993-2003）。

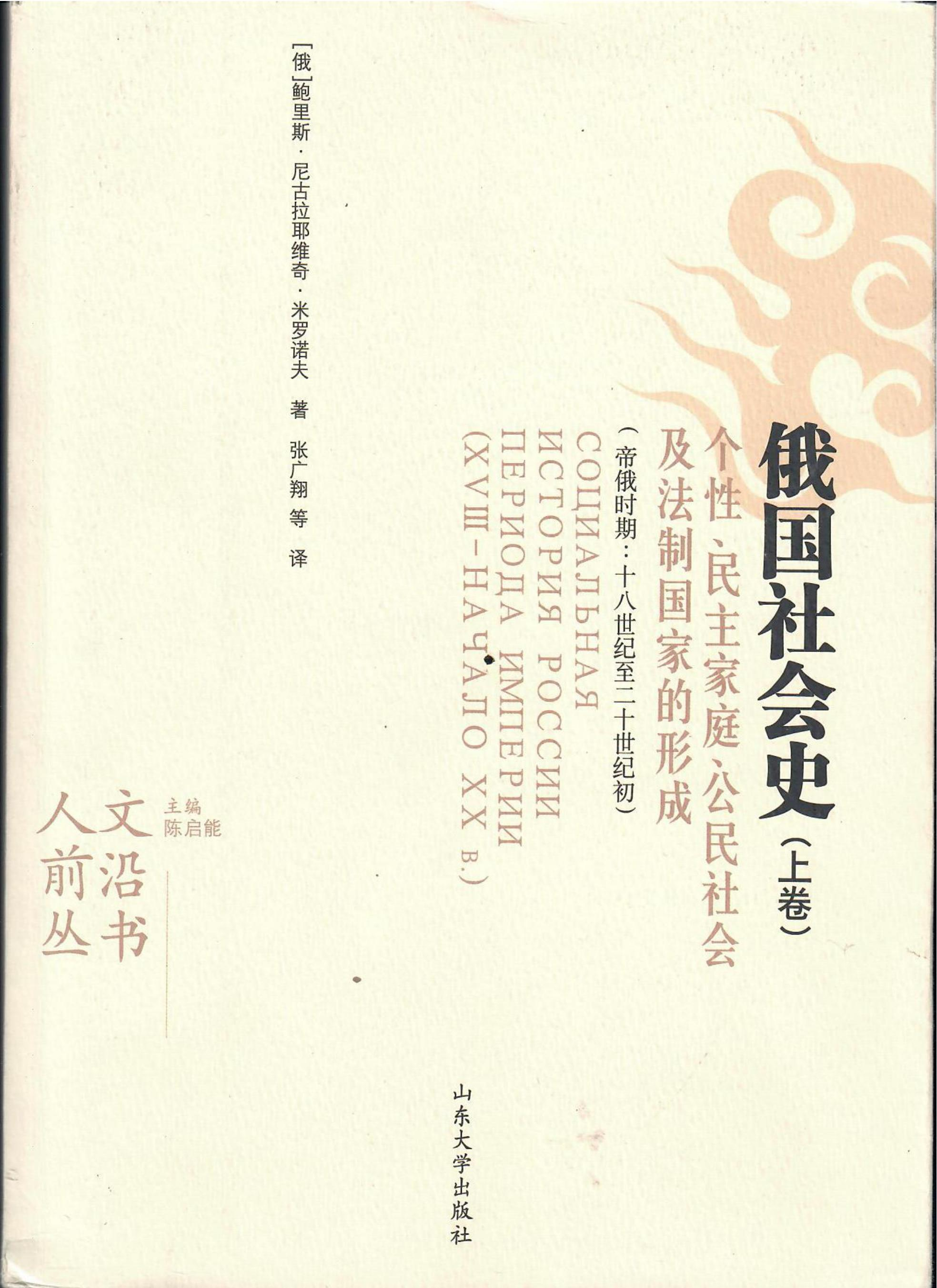
米罗诺夫教授的专着封面

## 出版物
- 俄国社会史[1]
- 米罗诺夫的《社会史》及其引起的争论[2]
- 18-20世纪人体测量史:理论、研究方法、史料以及最初的结果[3]
- 19～20世纪初俄国居民的生活水平[4]
- 现代化模式中的俄国和西方[5]
- 帝俄时代生活史[6]
- 文章由米罗诺夫教授 （页面存档备份，存于）